# Émile Walhen
Émile Albert Wahlen (ur. 6 grudnia 1894 w Brukseli, zm. ?), znany też jako Émile Walhem – belgijski zapaśnik walczący w stylu klasycznym. Dwukrotny olimpijczyk. Zajął piąte miejsce w Antwerpii 1920 i 21. miejsce w Paryżu 1924. Walczył w wadze lekkociężkiej.

## Turniej wAntwerpii 1920
| Konkurencja            | Walki                      | Walki                 | Walki            | Klas. końcowa |
| Konkurencja            | Przeciwnik I               | 1/4                   | 1/2              | Miejsce       |
| ---------------------- | -------------------------- | --------------------- | ---------------- | ------------- |
| 82,5 kg styl klasyczny | Battista Cardinale (ITA) Z | August Rajala (FIN) Z | Jan Sint (NED) P | 5.            |

## Turniej wParyżu 1924
| Konkurencja            | Walki                   | Klas. końcowa |
| Konkurencja            | Przeciwnik I            | Miejsce       |
| ---------------------- | ----------------------- | ------------- |
| 82,5 kg styl klasyczny | Rudolf Svensson (SWE) P | 21.           |